# José Ángel de la Sierra
José Ángel de la Sierra y Gómez fue un criollo novohispano, quien en su carácter de sacerdote doctorado en cánones representó al Reino de Nueva Galicia como parte del virreinato de la Nueva España ante las Cortes de Cádiz, a la disolución de las mismas regresó al virreinato donde se dedicó a la enseñanza, fue nombrado diputado ante las cortes del Primer Imperio Mexicano y luego participó en la fundación de la Primera República Federal mexicana.

## Biografía
Nació el año de 1753 en la ciudad de Guadalajara del entonces Reino de Nueva Galicia (hoy Estado de Jalisco en México), en el seno de una familia criolla. Estudió sus primeras letras en el Seminario Conciliar de su ciudad natal, donde mostró inclinación por la carrera eclesiástica, así fue enviado a la Ciudad de México donde primero estudió en el prestigioso Colegio de San Ildefonso para luego titularse en la Real y Pontificia Universidad de México donde se recibió como doctor en cánones (Derecho eclesiástico) en 1785.

## Diputado a las Cortes
Entonces regresó a su ciudad natal para integrarse al cabildo eclesiástico de Guadalajara, donde sirvió como canónigo del cabildo. Es en este cargo que es propuesto y electo diputado a las Cortes de Cádiz, a donde participó desde la abertura de secciones iniciales en la población española de San Fernando el 24 de septiembre de 1810, junto con otros novohispanos, como el futuro obispo de Puebla, Antonio Joaquín Pérez Martínez, participó en la defensa de los derechos de igualdad racial al otorgar la ciudadanía española a todos los habitantes del Imperio Español, pugnó por abolir la Santa Inquisición, permitir la libertad de prensa y ampliar la soberanía de los distintos entes políticos que formaban el Imperio Español de la época.
Como parte de los liberales moderados participa en la promulgación de la Constitución Española de 1812, pero al contrario de Antonio J. Pérez Martínez, no se retrató por sus ideas liberales y aunque regresó al virreinato no se manifestó en acuerdo con la reforma de la Constitución, luego de disueltas las Cortes y declarada nula la Constitución Española de 1812 por el decreto del 4 de mayo de 1814 emitido por el rey Fernando VII, regresa a Nueva España donde se integra al cabildo y a la enseñanza.

## Rector
A su regreso se reintegra al cuerpo docente de la entonces Real Universidad de Guadalajara a la cual había pertenecido desde su fundación en 1792. Es en este periodo que es nombrado el octavo Rector de esa casa de estudios el 10 de noviembre de 1817, permaneciendo en el cargo hasta el 10 de noviembre de 1819. Es en su mandato que integra la cátedra de Instituta de Leyes y organiza la universidad, dotándola de sus Constituciones Universitarias.

## México independiente
Durante la Independencia de México se mantiene leal al partido virreinal, pero al consumarse la independencia por el Plan de Iguala se mantiene neutral dejando que las cosas pasen, por lo que a la caída del Primer Imperio Mexicano es nombrado diputado al Congreso Constituyente siendo parte de los firmantes del Acta Constitutiva de la Federación Mexicana, además de participar activamente en las discusiones para la elaboración de la Constitución de 1824 a la cual no llega a firmar ya que se retira como diputado tanto por su edad como por la falta de apoyo para sus propuestas de tipo agrarista.
En su ciudad natal interviene en la disputa entre su Universidad y el Instituto de Ciencias del Estado de Jalisco. Muere entre 1825 y 1830, alejado de la política.